# 출동! 소방관 샘: 외계인 대소동
《출동! 소방관 샘: 외계인 대소동》(Fireman Sam: Alien Alert! The Movie)은 영국에서 제작된 개리 앤드류스 감독의 2016년 애니메이션 영화이다. 조연우 등이 주연으로 출연하였다.

## 출연

### 주연
- 조연우
- 신정훈
- 박상우
- 방지원
- 송영인
- 오은수
- 데이비드 테넌트
- 나이젤 휘트미